# مقاطعة سانتا كروز (كاليفورنيا)
مقاطعة سانتا كروز (بالإنجليزية: Santa Cruz County)‏ هي إحدى مقاطعات ولاية كاليفورنيا في الولايات المتحدة الأمريكية.

## أعلام
- بلانكا بلانكو